# Olivier Dubois (journaliste)
Pour les articles homonymes, voir Olivier Dubois et Dubois.
Olivier Dubois, né le 6 août 1974 à Créteil, est un journaliste français, spécialiste du Sahel. Il est correspondant au Mali pour le magazine Le Point et le quotidien Libération.
Le 8 avril 2021, il est enlevé par Jama'at Nasr al-Islam wal Muslimin à l'occasion d'une rencontre avec Abdallah Ag Albakaye, un cadre du groupe. Les militaires de l’opération Barkhane auraient dans un premier temps cherché à utiliser le journaliste à son insu pour localiser ce chef djihadiste avant d'y renoncer face au risque d'enlèvement, mais sans intervenir pour l'empêcher,,.
Olivier Dubois est libéré le 20 mars 2023 au terme de 711 jours de détention, grâce aux efforts de la diplomatie nigérienne.

## Biographie

### Vie privée
Olivier Dubois, d'ascendance martiniquaise, naît le 6 août 1974 à Créteil. Il est père de deux enfants. Après avoir vécu au Mali, il vit désormais en France[réf. nécessaire].

### Carrière
En 2015, il co-réalise pour Arte Créative une série documentaire intitulée Poilorama, qui, en dix épisodes de cinq minutes, aborde le sujet de la représentation du poil au cours de l'histoire. En 2016, il s'installe comme journaliste avec sa famille à Bamako, au Mali. Spécialiste du Sahel, il couvre en particulier les conflits régionaux pour Le journal du Mali, dont il devient rédacteur en chef du site web, ainsi que pour Le Point et Jeune Afrique,.
En 2020, il rejoint Libération en tant que journaliste indépendant et couvre plusieurs événements majeurs maliens comme les manifestations maliennes de 2020, une mutinerie au camp militaire de Kati en 2020 et la libération de l'humanitaire franco-suisse Sophie Pétronin, enlevée par Jama'at Nasr al-Islam wal Muslimin,.
Fin février 2021, il couvre les conflits en pays Dogon, passe plusieurs jours avec la milice Dan Na Ambassagou et publie pour la première fois ses photographies dans Libération.

## Enlèvement

### Circonstances
Fin mars 2021, Dubois propose à Libération d’aller interviewer Abdallah Ag Albakaye, un lieutenant de Jama'at Nasr al-Islam wal Muslimin (Groupe de soutien à l'islam et aux musulmans), groupe lié à Al-Qaïda au Maghreb islamique, à Gao, dans le nord du Mali, à la recherche d'informations notamment sur le conflit du groupe avec l'État islamique dans le Grand Sahara, une organisation djihadiste rivale. Olivier Dubois, par l'intermédiaire de son fixeur, dispose de contacts dans la sphère jihadiste, dont certains se portent garants de sa sécurité. Dans un article publié après l'enlèvement, Libération dit avoir refusé cette interview, jugée trop dangereuse.
Le Groupe de soutien à l'islam et aux musulmans finance l'opération, car il invite Olivier Dubois. Le groupe transmet l'argent au fixeur, qui achète avec le billet du voyage de Dubois, et finance son hôtel et ses vêtements. Le fixeur en informe le service de renseignements de l'opération Barkhane, puisqu'il collaborait également avec ce service depuis un an. Olivier Dubois savait que son fixeur avait ce service comme autre client, mais il croyait, à tort, que son fixeur avait conservé le secret. Ce service cherchait à capturer Abdallah Ag Albakaye, et avait promis au fixeur une somme d'argent en cas de réussite. Toutefois, devant les risques encourus, et les difficultés militaires pour saisir cette occasion, le poste de commandement interarmées de Barkhane n'approuve pas la rencontre, mais sans envoyer de contre-ordre.
Le 8 avril 2021, Olivier Dubois arrive à Gao par avion. Après avoir petit-déjeuné au Askia Motel, son fixeur (qui avait organisé l'interview et a été arrêté par la suite) rapporte qu'il s'est embarqué dans une voiture avec plusieurs hommes. Deux jours plus tard, le 10 avril, Olivier Dubois ne se présente pas à son vol retour au départ de Gao.
À partir de là, les récits du fixeur et des autorités militaires françaises divergent. Pour le fixeur, le but de l'armée française restait de profiter de l'interview pour se saisir d'Abdallah Ag Albakaye. Mais les responsables militaires soulignent qu'il n'est pas possible de faire confiance en la personne du fixeur qui se serait vendue à toutes les parties, et que leur but était uniquement de localiser et de tracer Ag Albakaye ; de plus le service de renseignements chargé des opérations n'avait aucun moyen opérationnel et n'aurait pu l'arrêter. L'inspecteur militaire qui a enquêté ensuite a relevé qu'il n'y avait effectivement même pas de drone disponible pour suivre Olivier Dubois et Ag Albakaye, et l'unique source de renseignements de l'armée française était le fixeur lui-même.
En 2023, après sa libération, Le Monde, Libération, Radio France internationale et TV5Monde révèlent les conditions de cet enlèvement : selon les conclusions de leur enquête, les militaires français, informés par le fixeur du journaliste, savaient que celui-ci allait rencontrer un chef djihadiste et ont envisagé d’utiliser le reporter comme un appât, puis renoncé au dernier moment en évaluant le risque d'enlèvement, mais n'ont pas agi pour l'empêcher,. Une lettre rouge — pratique diplomatique française indiquant un avis fortement défavorable, selon une source diplomatique — est adressée la veille de son rapt à Olivier Dubois pour le dissuader de se rendre au rendez-vous, le journal Libération refuse cet entretien. Le Général commandant de l'opération Barkhane prévient l’ambassadeur de France au Mali Joël Meyer qu’il fallait « conduire une manœuvre visant à empêcher le déplacement du journaliste à Gao » mais l'ambassade ne réagit pas et Olivier Dubois ne tient pas compte de la lettre rouge.

### Communication et déclarations
Le 4 mai est diffusée sur les réseaux sociaux une vidéo de 21 secondes dans laquelle Olivier Dubois déclare avoir été enlevé le 8 avril et, sous la contrainte, appelle « [s]a famille, [s]es amis et les autorités françaises » à faire « tout ce qui est en leur pouvoir » pour le faire libérer. Après la diffusion, le ministère français des Affaires étrangères confirme la disparition du journaliste et annonce enquêter sur l'authentification de la vidéo.
Le 7 mai, le Comité pour la protection des journalistes publie une déclaration appelant à sa libération immédiate et déclarant que « l’enlèvement de Dubois rappelle que les journalistes couvrant la région du Sahel font face à une très forte menace d’enlèvement et travaillent dans des circonstances très dangereuses ».
Le 23 mai, Jean-Yves Le Drian, ministre de l'Europe et des Affaires étrangères, confirme qu'Olivier Dubois a été enlevé.
Le 7 juin, des manifestations organisées par Reporters sans frontières se tiennent à Paris et à Bamako pour réclamer sa libération,.
Il est le seul otage français retenu au Sahel. La précédente otage Sophie Pétronin, qui avait également été enlevée au Mali, ayant été libérée en octobre 2020,. Il reste plusieurs otages français détenus en République Islamique d'Iran, et deux journalistes maliens, Hamadoun Nialibouly et Moussa M'Bana Dicko, sont également otages au Mali,.
Le 13 mars 2022, une vidéo non-authentifiée et non datée, dans laquelle il s'adresse à ses proches et au gouvernement français circule sur les réseaux sociaux,.
En mars 2023, Abou Obeida Youssef al-Annabi, chef d'AQMI déclare détenir Olivier Dubois.

### Réactions
Son enlèvement suscite de nombreuses réactions de soutien. En janvier 2022, en France, une pétition lancée par des membres de sa famille, recueille le soutien de 100 000 personnes, dont plusieurs personnalités, afin de demander au gouvernement français de faire de sa libération une priorité,,,,,.
Un comité de soutien  #FreeOlivierDubois est mis en place par ses proches, ses collègues, confrères et amis appellent à sa libération et à « ne pas oublier Olivier », des actions de solidarité médiatisées sont menées en France et à Bamako, soutenus par des organismes tels que Reporters sans Frontières, le Prix Bayeux ou des syndicats de journalistes : son portrait est affiché sur les façades des mairies de plusieurs villes de France, des émissions de radio lui sont dédiées.
Le fixeur était un infirmier qu'Olivier Dubois connaissait. Il a été « longuement », d'après Libération, interrogé par les forces françaises à la suite de l'affaire, puis remis aux autorités maliennes. En 2021, il reste détenu à Bamako.

### Libération
Olivier Dubois est libéré le 20 mars 2023 en même temps que l'otage américain Jeffery Woodke (en),. 
Les négociations ont été rendues difficiles par la détérioration à partir de mai 2021 (et le putsch du colonel Assimi Goïta) des relations entre la France et le Mali. La libération est, selon le gouvernement français qui souhaite en dire le moins possible, l’aboutissement d’une « manœuvre portée par le Niger », son président, Mohamed Bazoum, et les équipes de la Haute Autorité à la consolidation de la paix, dirigée par le général Mahamadou Abou Tarka.
La détention a duré 711 jours. Olivier Dubois était le dernier otage français au Sahel, plusieurs Français sont toujours otages en République Islamique d'Iran. Sa famille et le président Emmanuel Macron l'accueillent le lendemain sur la base aérienne de Villacoublay. Lors de sa libération, il s'exprime rapidement sur les conditions de sa captivité. « Je tiens à dire que je n’ai pas été maltraité, ni humilié, ni frappé, ni quoi que ce soit. Il y a eu des moments difficiles mais pas physiques comme certains ont pu le vivre. »

## Après sa détention
En janvier 2025, Olivier Dubois sort un livre racontant ses 711 jours de captivité intitulé "Prisonnier du désert" (éditions Michel Lafon).

## Documents
- « Derrière l’enlèvement d’Olivier Dubois, le « jeu trouble » de l’armée française » [audio], sur Le Monde, 26 mai 2023